# Konzeptfahrzeuge von Lancia
Der italienische Autohersteller Lancia hat seit 1952 mehrere Konzeptfahrzeuge vorgestellt.
| Baujahr | Konzeptname                            | Ort               | Anmerkung                               | Bild |
| ------- | -------------------------------------- | ----------------- | --------------------------------------- | ---- |
| 1952    | Lancia PF                              |                   | von Pininfarina                         |      |
| 1955    | Lancia Florida I                       |                   | Serie von Coupés und Limousinen         |      |
| 1956    | Lancia Florida II                      | Turiner Autosalon | Serie von Coupés und Limousinen         |      |
| 1970    | Stratos Zero                           |                   | Serienauto: Lancia Stratos              |      |
| 1978    | Megagamma                              |                   | Minivan von Pininfarina                 |      |
| 1980    | Medusa                                 |                   | von Italdesign                          |      |
| 1986    | ECV (Experimental Composite Vehicle)   |                   | Umweltstudie                            |      |
| 1988    | Hit                                    |                   | Coupé von Pininfarina                   |      |
| 1988    | ECV 2 (Experimental Composite Vehicle) |                   | Umweltstudie                            |      |
| 1995    | Kayak                                  |                   | Coupé von Bertone                       |      |
| 1998    | Lancia Dialogos                        | Turiner Autosalon | Serienauto: Lancia Thesis               |      |
| 2001    | NEA                                    |                   |                                         |      |
| 2002    | Lancia Grantourismo                    | IAA Frankfurt     | Coupé auf Basis des Thesis              |      |
| 2003    | Fulvia                                 | IAA Frankfurt     | Coupé als Zitat der historischen Flavia |      |
| 2004    | Lancia Thesis Stola S85                |                   |                                         |      |
| 2010    | Chrysler Lancia                        | Chicago Auto Show |                                         |      |
| 2011    | Flavia Cabriolet                       | Genfer Auto-Salon | auf Chrysler Basis                      |      |